# 長風級駆逐艦
長風級駆逐艦(チャンフォンきゅうくちくかん)は、清朝末期の海軍再建の際にドイツから購入した中国の駆逐艦である。しかし、この艦が進水する前にすでに1911年革命が勃発しており、艦が完成した時点で中華民国に継承された。
このクラスの3隻は、いずれも中華民国初期の軍閥時代の激動を経験している。なかでも一番艦の豫章（旧長風）は、1932年に難破して失われた。1937年の日中戦争開戦時には、残る2隻、建康（元伏波）と同安（元飛雲）がすべて失われた。
後に日本軍によって修理され、傀儡の汪兆銘政権に譲渡された。1944年、同春（旧同安）は和平建国軍海軍の反乱により放棄された。1945年の終戦後、建康は中国海軍に返還され、1947年に退役した。

## 設計と概要
1894年から1895年にかけての日清戦争後、清政府は海軍の再建を意図し、イギリスやドイツなどから軍艦を購入した。しかし、再建された艦隊は1900年の義和団の乱で再び甚大な被害を受け、海龍型駆逐艦4隻を購入できただけだった。駆逐艦はすべて連合軍に拿捕された。1909年、清朝政府は瑞公載洵を団長とする使節団をヨーロッパ諸国に派遣し、中・小型の軍艦を大量に発注した。ドイツ訪問中、載洵はシッハウ造船所に駆逐艦3隻を発注した。最初の艦は1910年に57,965ポンドで発注された。その1年後、さらに2隻が合計115,930ポンドで発注された。
本級は、排水量390トン（400トン）、全長60.35メートル（198フィート0インチ）、幅6.5メートル（21フィート4インチ）、喫水1.8メートル（5フィート11インチ）である。 本級は2基の垂直3重膨張蒸気機関と4基のシッハウ水管ボイラーを搭載し、出力は6,500軸馬力(4,847 kW)、最大速力は32ノット(59 km/h; 37 mph)海上試運転では36ノット（時速67km、41マイル）を記録した。この級には69名の乗組員がいる。
この級の主砲は76.2 mm QF 12ポンド連装艦砲2基で、前部と後部に設置されていた。 また、47 mm QF 3ポンドホッチキス砲が4基あり、そのうちの2基は司令塔前の左舷と右舷に設置され、残りの2基は後部司令室の両側に設置されていた。 また、18インチ(457 mm)魚雷発射管を2基装備していたが、これは同時代のドイツ駆逐艦の3連装よりも弱かった。1つは2つの煙突の間に設置され、もう1つは後部主砲の後ろに設置された。

## 同型艦
| 長風級駆逐艦 |                                |               |               | |  |
| 名前         | 建造所                         | 進水          | 就役          | 最後 |  |
| 豫章 元 長風 | シッハウ・ウェルケ, エルビンク | 1911年2月23日 | 1912年11月7日 | 1932年1月21日、岩に衝突して難破 |  |
| 建康 元 伏波 | シッハウ・ウェルケ, エルビンク | 1912年7月5日  | 1912年11月7日 | 1937年9月25日から27日にかけて日本軍の空襲により沈没 後に日本海軍に翠として再浮揚・就役、1939年12月に中華民国・南京海軍に海绥として移籍、戦後中華民国に返還、1947年7月に被災[4]。                 |  |
| 同安 元 飛雲 | シッハウ・ウェルケ, エルビンク | 1912年7月5日  | 1912年11月7日 | 1937年12月18日、閉塞船として自沈、 その後、1939年12月に日本軍によって再浮揚され、中華民国・南京海軍に同春として譲渡された。1944年に中華民国・南京海軍の反乱により放棄され その消息は不明である。 |  |